# Juan Orlando Hernández
Juan Orlando Hernández Alvarado (Gracias, Departament de Lempira, 25 d'octubre de 1968) és un advocat hondureny, actual Cinquantè cinquè President constitucional de la República d'Hondures. El seu mandat va començar el 27 de gener de 2014 i fou reelegit en 2017.
Va ser diputat del congrés nacional pel departament de Lempira entre 1998 i 2002 i president del congrés Nacional entre 2010 i 2013.